# Cheikh Tidiane Sabaly
Cheikh Tidiane Sabaly (Kolda, 4 marzo 1999) è un calciatore senegalese, attaccante del Metz.

## Caratteristiche tecniche
Ritenuto uno degli attaccanti senegalesi migliori della propria generazione, è abile nel tagliare, e si muove bene anche in fase di non possesso. Gioca come ala sinistra, benché possa ricoprire anche i ruoli di ala destra e punta centrale, possiede potenza di tiro, sa calciare con precisione accentrandosi con il destro, il suo piede forte, tuttavia sa calciare anche di sinistro.

## Carriera

### Club
Cresciuto nel Génération Foot, nel 2018 viene acquistato dal Metz che lo aggrega al proprio settore giovanile; debutta in prima squadra il 18 novembre in occasione dell'incontro di Coppa di Francia vinto ai rigori contro il Sarreguemines, la partita finisce 1-1 e ai rigore il Metz vince per 4-1.
Viene poi ceduto in prestito al Pau giocando nella Championnat National e vincendo, segna una doppietta prima battendo per 4-2 il Quevilly-Rouen e poi sconfiggendo per 4-0 il Gazélec Ajaccio, realizza inoltre una tripletta nel successo per 7-0 contro l'AS Béziers. Nella Coppa di Francia segna la rete del 1-0 riuscendo a sconfiggere l'Albères Argelès.
Nel 2022, giocando nella seconda divisione francese con la maglia del Quevilly-Rouen, segna due gol, il primo prevalendo per 3-0 contro il Nancy e il secondo battendo per 3-1 l'Dunkerque.
Con il Metz si classifica al secondo posto nell'edizione 2022-2023 della Ligue 2 valevole per la promozione, nelle ultime due giornate di campionato segna una rete permettendo alla squadra di battere per 1-0 il Sochaux e poi un altro gol lo realizza vincendo per 3-2 contro il Bastia. Segna il suo primo gol nel massimo campionato francese contro l'Olympique Marsiglia pareggiando per 2-2, con lo stesso risultato si conclude il match contro il Reims, inoltre con una rete apre le marcature nella vittoria per 3-2 battendo il Lorient.
La squadra retrocede in seconda divisione, ma nel campionato riesce ad accedere alla zona playoff ottenendo la promozione in Ligue 1, riesce a segnare una doppietta prima sconfiggendo per 3-1 il Rodez e poi nel successo per 3-2 contro il Dunkerque, realizza una tripletta nella vittoria per 6-0 contro il Martigues, in tutto segna quindici reti, l'ultima vincendo per 3-2 contro lo Stade Lavallois.

### Nazionale
Il 9 settembre 2023 esordisce con il Senegal in occasione della sfida pareggiata 1-1 contro il Ruanda.La sua seconda partita con la nazionale si svolge il 19 novembre 2024 battendo il Burundi dove Sabaly con un suo assist permette al proprio compagno di squadra Habib Diarra di realizzare la rete del 2-0.
Il 10 giugno 2025 siglando la sua prima rete per la selezione senegalese in amichevole in casa dell'Inghilterra vincendo, scende in campo nel secondo tempo ed è autore del gol che porta il risultato sul 3-1.

## Statistiche

### Presenze e reti nei club
Statistiche aggiornate al 4 gennaio 2025.
| Stagione        | Squadra         | Campionato      | Campionato | Campionato | Coppe nazionali | Coppe nazionali | Coppe nazionali | Coppe continentali | Coppe continentali | Coppe continentali | Altre coppe | Altre coppe | Altre coppe | Totale | Totale |
| Stagione        | Squadra         | Comp            | Pres       | Reti       | Comp            | Pres            | Reti            | Comp               | Pres               | Reti               | Comp        | Pres        | Reti        | Pres   | Reti   |
| --------------- | --------------- | --------------- | ---------- | ---------- | --------------- | --------------- | --------------- | ------------------ | ------------------ | ------------------ | ----------- | ----------- | ----------- | ------ | ------ |
| 2017-2018       | Génération Foot | L1              | 0          | 0          | -               | -               | -               | CCL+CCC            | 2+2                | 0+0                | -           | -           | -           | 4      | 0      |
| 2018-2019       | Metz            | L1              | 0          | 0          | CF+CdL          | 1+0             | 0+0             | -                  | -                  | -                  | -           | -           | -           | 1      | 0      |
| 2019-2020       | Pau             | N1              | 25         | 10         | CF+CdL          | 5+0             | 2+0             | -                  | -                  | -                  | -           | -           | -           | 30     | 12     |
| lug.-sett. 2020 | Metz 2          | N2              | 2          | 3          | -               | -               | -               | -                  | -                  | -                  | -           | -           | -           | 2      | 3      |
| lug.-sett. 2020 | Metz            | L1              | 1          | 0          | CF              | 0               | 0               | -                  | -                  | -                  | -           | -           | -           | 1      | 0      |
| ott. 2020-2021  | Pau             | L2              | 30         | 3          | CF              | -               | -               | -                  | -                  | -                  | -           | -           | -           | 30     | 3      |
| Totale Pau      | Totale Pau      | Totale Pau      | 55         | 13         |                 | 5               | 2               |                    | -                  | -                  |             | -           | -           | 60     | 15     |
| 2021-gen. 2022  | Metz 2          | N2              | 6          | 1          | -               | -               | -               | -                  | -                  | -                  | -           | -           | -           | 6      | 1      |
| 2021-gen. 2022  | Metz            | L1              | 6          | 0          | CF              | 1               | 0               | -                  | -                  | -                  | -           | -           | -           | 7      | 0      |
| gen.-giu. 2022  | Quevilly-Rouen  | L2              | 16+2       | 2          | CF              | 0               | 0               |                    | -                  | -                  |             | -           | -           | 18     | 2      |
| 2022-2023       | Metz 2          | N2              | 1          | 1          | -               | -               | -               | -                  | -                  | -                  | -           | -           | -           | 1      | 1      |
| Totale Metz 2   | Totale Metz 2   | Totale Metz 2   | 9          | 5          |                 | -               | -               |                    | -                  | -                  |             | -           | -           | 9      | 5      |
| 2022-2023       | Metz            | L2              | 28         | 3          | CF              | 3               | 0               | -                  | -                  | -                  | -           | -           | -           | 31     | 3      |
| 2023-2024       | Metz            | L1              | 29+1       | 3          | CF              | 1               | 0               | -                  | -                  | -                  | -           | -           | -           | 31     | 3      |
| 2024-2025       | Metz            | L2              | 16         | 8          | CF              | 1               | 0               | -                  | -                  | -                  | -           | -           | -           | 17     | 8      |
| Totale Metz     | Totale Metz     | Totale Metz     | 80+1       | 14         |                 | 7               | 0               |                    | -                  | -                  |             | -           | -           | 88     | 14     |
| Totale carriera | Totale carriera | Totale carriera | 163        | 34         |                 | 12              | 2               |                    | 4                  | 0                  |             | -           | -           | 179    | 36     |

### Cronologia presenze e reti in nazionale
| Cronologia completa delle presenze e delle reti in nazionale ― Senegal | Cronologia completa delle presenze e delle reti in nazionale ― Senegal | Cronologia completa delle presenze e delle reti in nazionale ― Senegal | Cronologia completa delle presenze e delle reti in nazionale ― Senegal | Cronologia completa delle presenze e delle reti in nazionale ― Senegal | Cronologia completa delle presenze e delle reti in nazionale ― Senegal | Cronologia completa delle presenze e delle reti in nazionale ― Senegal | Cronologia completa delle presenze e delle reti in nazionale ― Senegal |
| Data                                                                   | Città                                                                  | In casa                                                                | Risultato                                                              | Ospiti                                                                 | Competizione                                                           | Reti                                                                   | Note                                                                   |
| ---------------------------------------------------------------------- | ---------------------------------------------------------------------- | ---------------------------------------------------------------------- | ---------------------------------------------------------------------- | ---------------------------------------------------------------------- | ---------------------------------------------------------------------- | ---------------------------------------------------------------------- | ---------------------------------------------------------------------- |
| 9-9-2023                                                               | Diamniadio                                                             | Senegal                                                                | 1 – 1                                                                  | Ruanda                                                                 | Qual. Coppa d'Africa 2023                                              | -                                                                      | 71’                                                                    |
| 19-11-2024                                                             | Dakar                                                                  | Senegal                                                                | 2 – 0                                                                  | Burundi                                                                | Qual. Coppa d'Africa 2025                                              | -                                                                      | 46’                                                                    |
| 6-6-2025                                                               | Dublino                                                                | Irlanda                                                                | 1 – 1                                                                  | Senegal                                                                | Amichevole                                                             | -                                                                      | 77’                                                                    |
| 10-6-2025                                                              | West Bridgford                                                         | Inghilterra                                                            | 1 – 3                                                                  | Senegal                                                                | Amichevole                                                             | 1                                                                      | 70’                                                                    |
| Totale                                                                 |                                                                        | Presenze                                                               | 4                                                                      |                                                                        | Reti                                                                   | 1                                                                      |                                                                        |

## Palmarès

### Club

#### Competizioni nazionali
- Championnat National: 1

Pau: 2019-2020